# Angela Alberti
Angela Alberti (Covo, 4 febbraio 1949) è un'ex ginnasta italiana.

## Biografia
Ha vinto tre volte il concorso generale individuale ai  Campionati italiani assoluti di ginnastica artistica, nel 1968, nel 1969 e nel 1971.
Ha partecipato ai  Giochi della XX Olimpiade  del  1972  a Monaco di Baviera classificandosi all'83º posto nel concorso generale individuale e, con la Nazionale, al 12º posto nel concorso a squadre.
Ai Giochi del Mediterraneo del 1971, a Smirne, ha vinto la medaglia d'oro nel concorso generale individuale, al volteggio, alle parallele asimmetriche e nel concorso a squadre, insieme a Gianna Bovani, Paola Fiammenghi,  Gabriella Marchi, Rita Peri e Maria Desi Storai; nella stessa competizione ha vinto due medaglie d'argento, alla trave e al corpo libero.